# 신학진
신학진(申鶴鎭, 1911년 11월 6일 ~ 1995년 1월 27일)은 만주국과 대한민국의 군인이며, 예편 후에는 기업인으로서 사회 단체에서도 활동했다.

## 학력
- 경상북도 대구고등보통학교 졸업
- 경상북도 대구의학전문학교 졸업
- 대한민국 조선경비보병학교 졸업
- 경북대학교 의과대학원 의학석사·의학박사

## 생애
본관은 평산이며 경상북도 안동군 출신이다. 대구고등보통학교를 거쳐 대구의학 강습소에 입학 대구의학전문학교를 2회로 졸업하고 의사가 되었고, 만주군 군의관이 되어 복무했다. 옌지의 옌지육군병원장을 지냈으며, 태평양 전쟁 종전 시점에는 만주군 군의 중교였다.
전쟁이 끝나자 미군정 지역으로 내려와 대한민국 국군 군의관으로 참여했다. 만주군에서 중령에 해당하는 중교에 올랐기 때문에, 원용덕과 함께 국군 내의 만주군 인맥 가운데는 가장 계급이 높았다. 창군 후 육군특별부대 의무단장과 육군 제1병원 원장에 올랐고, 1948년 12월 15일, 육군 대령으로 진급했다. 1956년 3월 경북대학교 대학원 석사과정 1회 졸업[경북대학교 전체 13명 중 1인] 
1958년 3월 29일 경북대학교 대학원 의학과 최초 (경북대학교 최초) 박사 학위 수여자가 되었다.
 한국 전쟁 때는 낙동강지구 위수사령관을 맡았다.
박동균과 함께 대한민국 군의 분야의 선구자로 꼽힌다. 육군 소장으로 예편한 후에는 기업체를 운영하며 1989년 바르게살기운동중앙협의회가 출범했을 때 초대 회장을 맡기도 했다. 국민훈장 동백장을 비롯해 많은 훈장을 수여받았다. 유해는 서울현충원에 안장되어 있다.
2008년 민족문제연구소가 친일인명사전에 수록하기 위해 정리한 친일인명사전 수록예정자 명단 군 부문에 포함되었다.

## 같이 보기
- 바르게살기운동중앙협의회